# Рождественское
Рождественское (на руски: Рождественское) е село в Поворински район на Воронежка област.
Административен център на селището от селски тип Рождественское.
На територията на селото живеят около 2600 души (по данни към 1 януари 2009 г.).

## География
Селото се намира в североизточната част на Воронежка област, в лесостепната зона на Източноевропейската равнина в Русия. Климатът е умерено-континентален.
Северната граница на селото е образувана от река Хопьор.
Разположено е на 5 km от районния център Поворино и на 228 km от Воронеж.

## История
Първите заселници по тези места се появяват в периода между 1720 и 1730 г. Първоначално селото се нарича Поворино, чието име идва от руската дума Поворина, която в речника на Дал е дадена със значение на „напречна или наклонена връзка между две дъски или греди“.
По данни от преброяването на населението от 1835 г., в селото има 478 домакинства, а през 1887 г. – вече 1254 домакинства и почти 9000 жители.
С построяването през 1870 г. на новата Рождественска църква, селото приема и новото си име. През същата година е построена и новата железопътна станция, на която е прехвърлено старото име Поворино.

## Население
| 2010 |
| ---- |
| 2645 |

## Образование
В селото работят общинското училище „Алексей Прохоров“ (225 ученици) и 2 детски градини.